# تاكايا نوماتا
تاكايا نوماتا (باليابانية: 沼田駿也) هو لاعب كرة قدم ياباني، ولد في 1999.

## وصلات خارجية
- تاكايا نوماتا على موقع رابطة كرة القدم اليابانية للمحترفين (اليابانية)
- تاكايا نوماتا على موقع قاعدة بيانات كرة القدم.إي يو (الإنجليزية)
- تاكايا نوماتا على موقع Soccerway.com (الإنجليزية)
- تاكايا نوماتا على موقع عالم كرة القدم.نت (الإنجليزية)